# ダン・スロービン
ダン・アイザック・スロービン（Dan Isaac Slobin、1939年5月7日 - ）は、カリフォルニア大学バークレー校の心理学・言語学の名誉教授。スロービンは、子どもの言語獲得の研究に大きな貢献をしており、彼の研究は、言語獲得と心理言語学一般の研究にとって、言語横断的比較の重要性を実証している。
1960年にミシガン大学で心理学の学士号を、1964年にハーバード大学で社会心理学の博士号を取得。カリフォルニア大学バークレー校に勤務したほか、ボアジチ大学、テルアビブ大学、マックスプランク心理言語学研究所、国立科学研究センター（CNRS）、スタンフォード大学など、世界各地の大学で客員教授を務めている。

## 研究
スロービンは、子どもから大人まで、さまざまな言語を話す人が空間関係や動きの事象に関する情報をどのように整理しているかを幅広く研究してきた。彼は、ある言語の有能な話者になるためには、特定の言語固有の思考モードを学ぶ必要があると主張した。スロービンの「話すための思考」は、私たちが学ぶ言語が、私たちが現実を認識し、それについて考える方法を形作っていると主張するサピア＝ウォーフの仮説の現代的な中程度のバージョンとして説明することができる。この見解は、言語習得は学習や認知発達とは大きく独立したプロセスであると考えるノーム・チョムスキーらの「言語習得装置」の見解としばしば対照的である。

## その他
スロービンは、1980年の初めにルース・バーマンとともにプロジェクトをデザインした。彼は「カエル物語プロジェクト」という、言葉を使わずに24枚の絵で物語を語る子ども向けの絵本の研究ツールを作った。これにより、年齢や言語を超えて、内容は同じでも形が異なる物語を引き出すことが可能になった。現在、数十の言語と世界の主要な言語のほとんどの種類のデータがある。バーマンとスロービンの共同研究では、英語、ドイツ語、スペイン語、ヘブライ語、トルコ語をさまざまな次元で比較した。